# Karta tytułowa

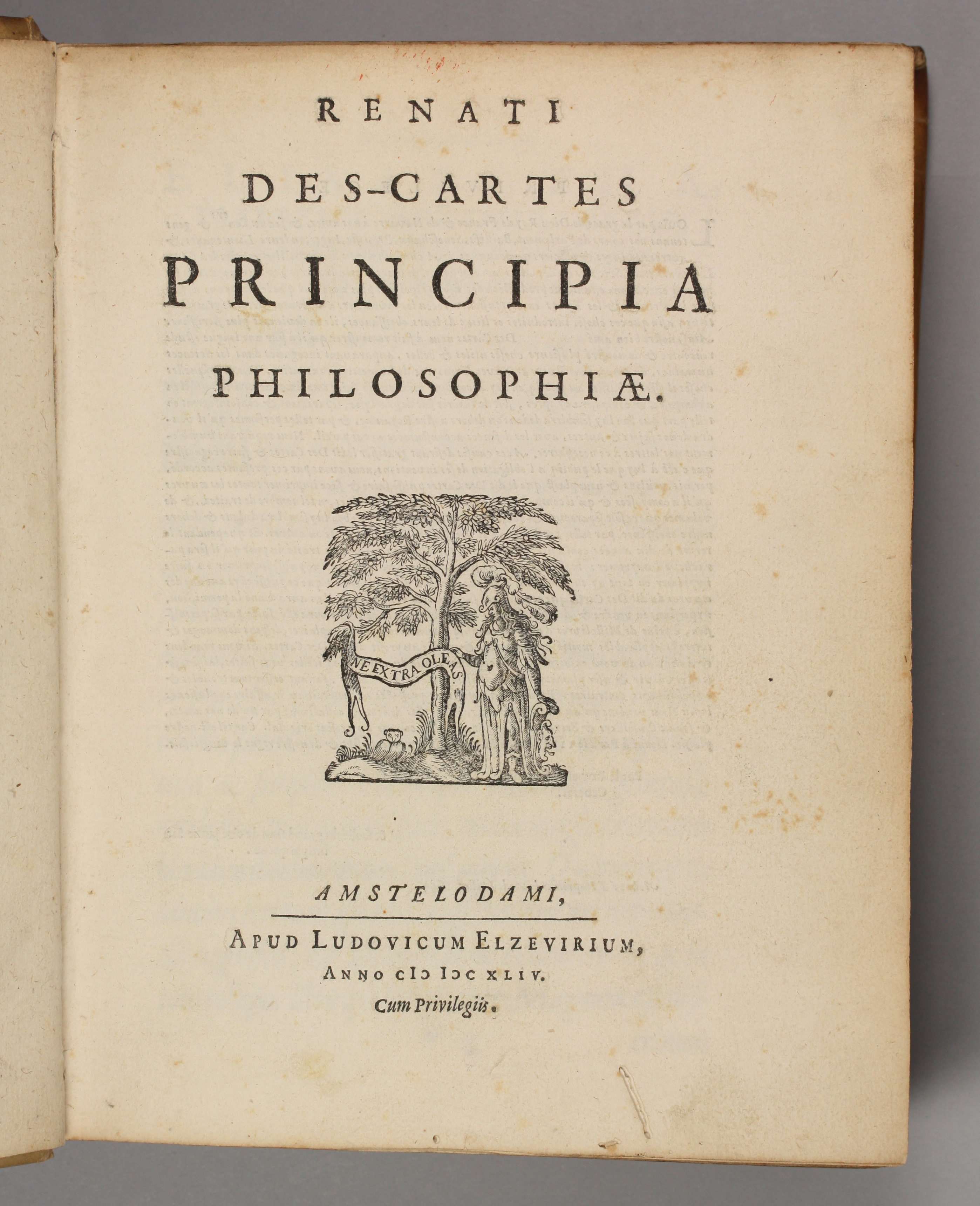
Karta tytułowa dzieła Kartezjusza: Principia philosophiae, Lodewijk Elzevier, Amsterdam, 1644

Karta tytułowa lub strona tytułowa – karta umieszczona na początku książki, zawierająca podstawowe informacje o tytule, autorze, wydawcy i dacie wydania danej publikacji

## Opis
Karta tytułowa zawiera zazwyczaj: imiona i nazwiska autorów, głównych współtwórców publikacji (np. tłumaczy lub ilustratorów), tytuł, podtytuł, drukarza w drukach pochodzących z XVI-XVIII w. (starodruki), nazwę wydawcy lub tzw. sygnet wydawniczy, miejsce i rok wydania.
Na karcie tytułowej najmocniej powinien być wyeksponowany tytuł publikacji, słabiej autor, a jeszcze słabiej pozostałe elementy. Nazwiska autorów podaje się zasadniczo w kolejności alfabetycznej, chyba że sami ustalą inną kolejność (m.in. w zależności od wkładu pracy lub autorytetu w danej dziedzinie).
Zgodnie z normą PN-N-01222:1978 Kompozycja wydawnicza książki mogą książka może posiadać główną stronę tytułową, substytut strony tytułowej, która zastępuje główną i jest na niej podany tytuł oraz preliminaria którymi są karty tytułowe lub substytut strony tytułowej oraz wszystkie karty ją poprzedzające.

## Historia
Pierwsze druki nie posiadały kart tytułowych. Tytuł znajdował się na początku lub na końcu tekstu, bardzo często w formule „incipit” lub „explicit”, bądź też w tzw. kolofonie. W 1464 r. Ulrich Zell drukarz z Kolonii zapoczątkował umieszczanie tytułu na odwrocie pierwszej karty. Z biegiem czasu na pierwszej stronie zaczęto dawać również krótki tytuł składający się z dwóch, bądź trzech wyrazów. Wszystkie elementy do karty tytułowej wprowadził już w „Calendarium” Regimontana z 1476 drukarz wenecki Erhard Ratdolt.
Pierwszą kartę tytułową w układzie najbardziej zbliżonym do współczesnego złożył w 1500 r. drukarz lipski Wolfgang Stöckel w wydanym dla Jana Hallera dziele Jana z Głogowa Exercitium super omnes tractatus Parvorum logicalium Petri Hispani. W starodrukach na karcie tytułowej bardzo często występują drzeworytowe bądź miedziorytowe reprodukcje. W czasach nowożytnych na karcie tytułowej umieszczano także: nazwisko tłumacza, redaktora, kolejność wydania, bardzo często liczbę rycin i map, numer tomu.